# Leontopithecus
Leontopithecus là một chi động vật có vú trong họ Cebidae, bộ Linh trưởng. Chi này được Lesson miêu tả năm 1844. Loài điển hình của chi này là Leontopithecus marikina Lesson, 1840 (= Simia rosalia Linnaeus, 1766).

## Hình ảnh

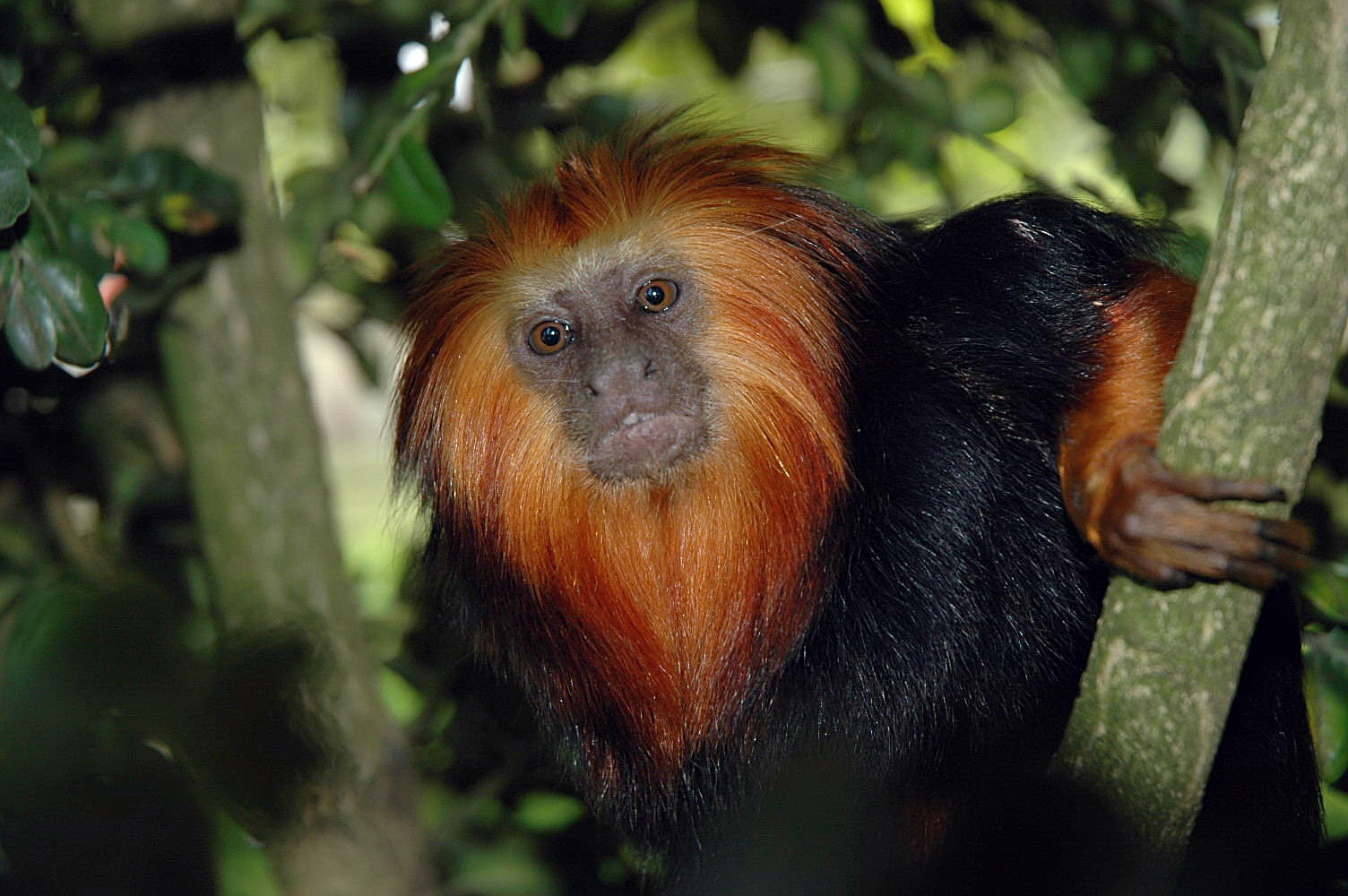
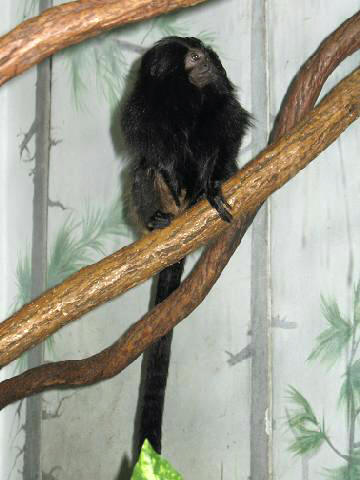

## Các loài
Chi này gồm các loài:
- Leontopithecus rosalia
- Leontopithecus chrysomelas
- Leontopithecus chrysopygus
- Leontopithecus caissara